# Régime des ligues et bannières
Pour les articles homonymes, voir Huit Bannières.
Le régime des ligues et bannières (chinois : 盟旗制度 ; pinyin : méngqí zhìdù) désigne l'administration des territoires dans les régions contrôlées par les peuples mongols. 
Ce régime est mis en place en 1691, lorsque les princes mongols Khalkhas se soumettent à l'empereur de Chine Kangxi (qui règne de 1661 à 1722),.

## Hiérarchie et subdivisions

### Ligues

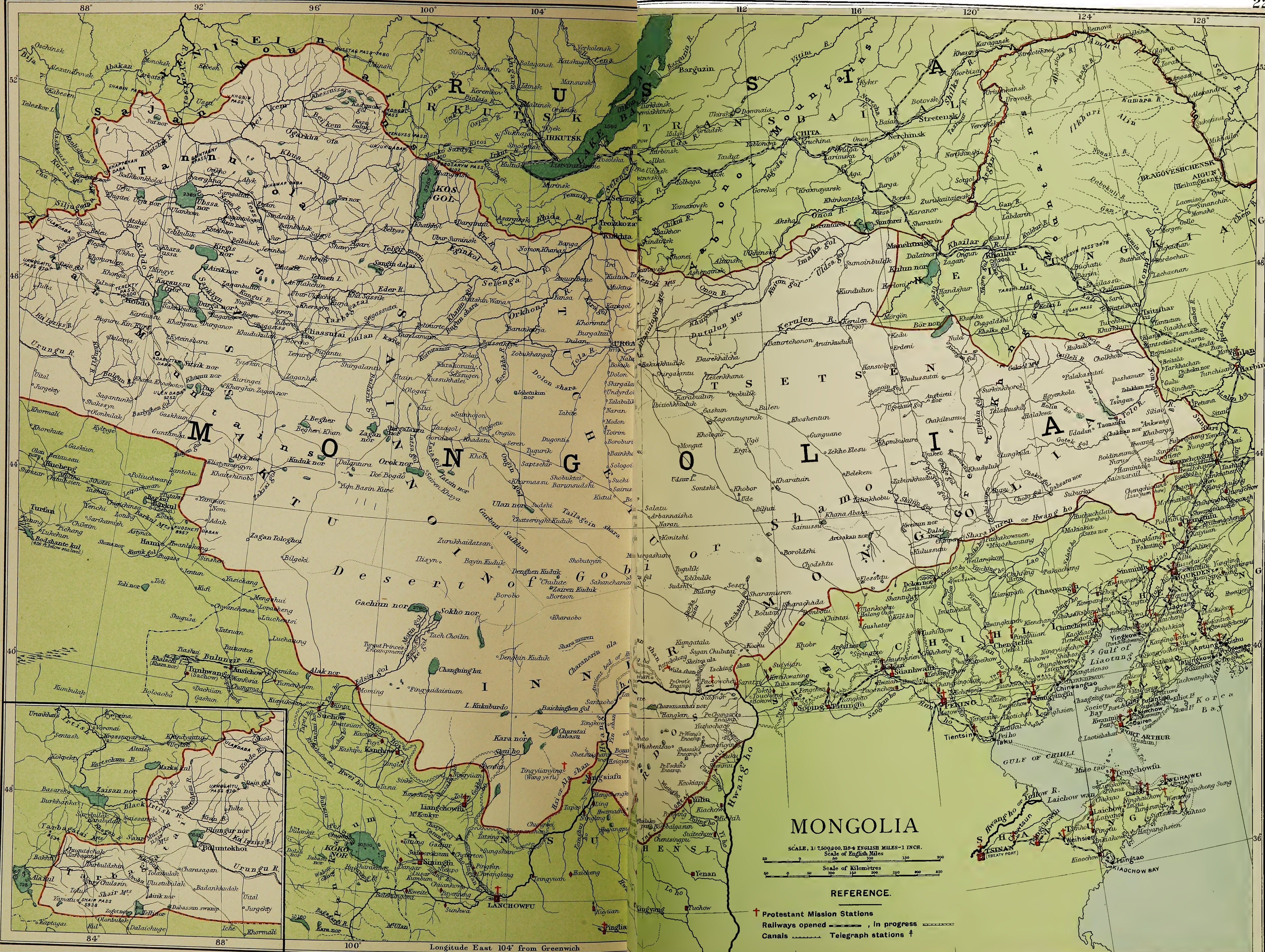
Carte de 1917, montrant les ligues de Mongolie en y incluant Mongolie-Intérieure, Mongolie-Extérieure et Touva.

Carte des ligues de Mongolie-Intérieure entre 1689 et 1722.

Les ligues (盟, méng ; mongol : ᠠᠶᠢᠮᠠᠭ, VPMC : ayimaγ, cyrillique : аймаг, MNS : aimag ; kazakh : Аймақ ; altaï méridional : аймак) sont des divisions administratives les plus élevées.
En 1691, les Mandchous divisent la partie occidentale de la Mongolie-Extérieure en trois ligues, Dzasagtu khan aimag, Tüsheet khan aimag et Setsen khan aimag, chacune gouvernée par un khan, dont le titre est également celui de la ligue. En 1725, une quatrième est créée en séparant une partie du Tüsheet khan aimag, la Sain noyon aimag (mn). C'est également le terme utilisé en langue altaï pour les raïons de la république de l'Altaï, en fédération de Russie.
Les ligues sont toujours utilisées en Mongolie-Intérieure, traduites généralement sous le nom de Ligue, plus rarement en Meng. Elles sont également utilisées en Mongolie et sont traduites par aïmag ou par province. Ce terme était également utilisé au Kazakhstan, pour la région de Jetyssou (aujourd'hui Oblys d'Almaty).

### Bannières
Les ligues regroupent plusieurs subdivisions de niveau inférieur appelées bannières (旗, qí ; mongol : ᠬᠣᠰᠢᠭᠤ, VPMC : qosiɣu, cyrillique : хошуу, MNS : khoshuu ; touvain : кожуун kojuun), également traduit en étendard.
Les bannières de l'ancien Tannu Uriankhai, toujours utilisées à Touva sous le nom de kojuun, sont parfois traduites en « bannières » ou « provinces » dans la littérature.
Elles sont également toujours utilisées en Mongolie-Intérieure (voir bannières). Les bannières autonomes, en Mongolie-Intérieure, sont un cas particulier. Elles sont l'équivalent des xians autonomes dans le reste de la Chine ; comme ceux-ci, elles représentent davantage une minorité qui n'est pas celle majoritaire dans sa région, mais l'est dans cette subdivision.

### Flèches
Le niveau inférieur est le sumu (chinois : 苏木 ; pinyin : sūmù ; mongol : ᠰᠤᠮᠤ, VPMC : sumu, cyrillique : сум, MNS : sum, littéralement : flèche ou « balle »).
Ils sont toujours utilisés en Mongolie, on les traduit aujourd'hui par les termes sum ou district, ainsi qu'en Mongolie-Intérieure, où ils sont souvent traduits en soum.

## Histoire

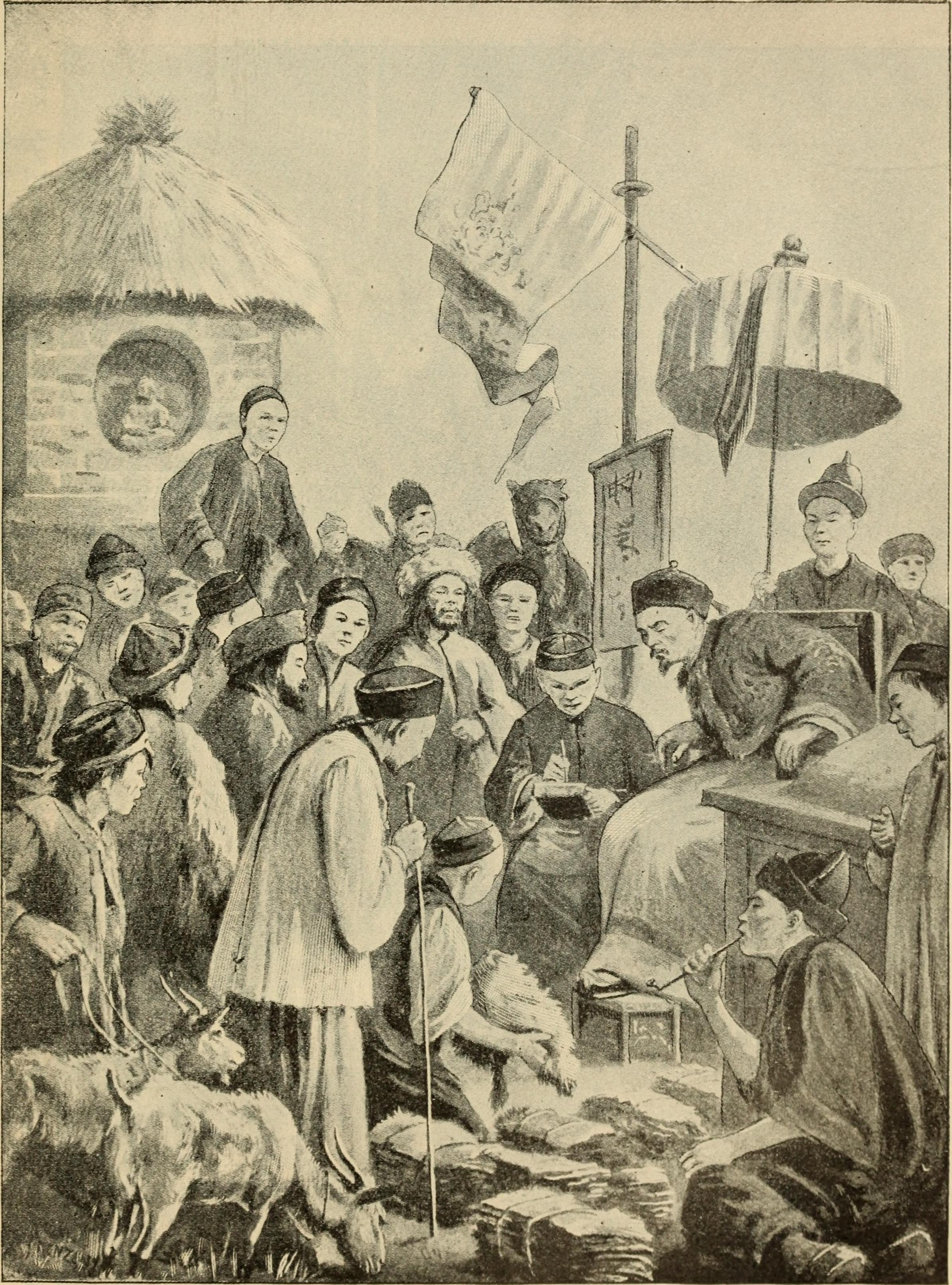
Tribus mongoles offrant leur tribut annuel en Mandchourie, revenu principal de Li Hongzhang

Ces Bannières sont des unités administratives qui ont été créées par les empereurs mandchous de la dynastie Qing en 1649 pour organiser les tribus mongoles. Les limites n'étant pas toujours indiquées clairement, cela provoquait différentes disputes au sujet des bornes entre les bannières.
Les Khalkhas de Mongolie du Nord se soumettent aux Mandchous en 1691, ceux-ci y appliquent alors le régime des ligues et bannières.
Ces subdivisions administratives étaient encore utilisées lors de l'établissement de la République de Chine, en 1912, notamment dans la province du Qinghai ainsi qu'en Mongolie-Intérieure, ainsi que dans la Mongolie-Extérieure (qui comprenait l'actuelle Touva et qui prit son indépendance en 1924 avec la fondation de la République populaire mongole), où elles ont toujours cours aujourd'hui.
En 1946, ces divisions sont redécoupées au Qinghai et sont nommées Shezhiju (zh) (设治局, shèzhìjú).
Sous la République populaire de Chine (établie en 1949), le nombre des ligues et bannières a été réduit récemment en Mongolie-intérieure, mais il en subsiste toujours quelques-unes. Il reste trois ligues en Mongolie-intérieure, ligue d'Alxa, Ligue de Xilin Gol et ligue de Xing'an, comportant un nombre plus important de bannières.